# Simnialena
Simnialena is een geslacht van weekdieren uit de klasse van de Gastropoda (slakken).

## Soorten
- Simnialena acuminata (G. B. Sowerby II in A. Adams & Reeve, 1848)
- Simnialena ilhabelaensis Fehse, 2001
- Simnialena rufa (G. B. Sowerby I, 1832)
- Simnialena uniplicata (G. B. Sowerby II, 1849)